# Midnite

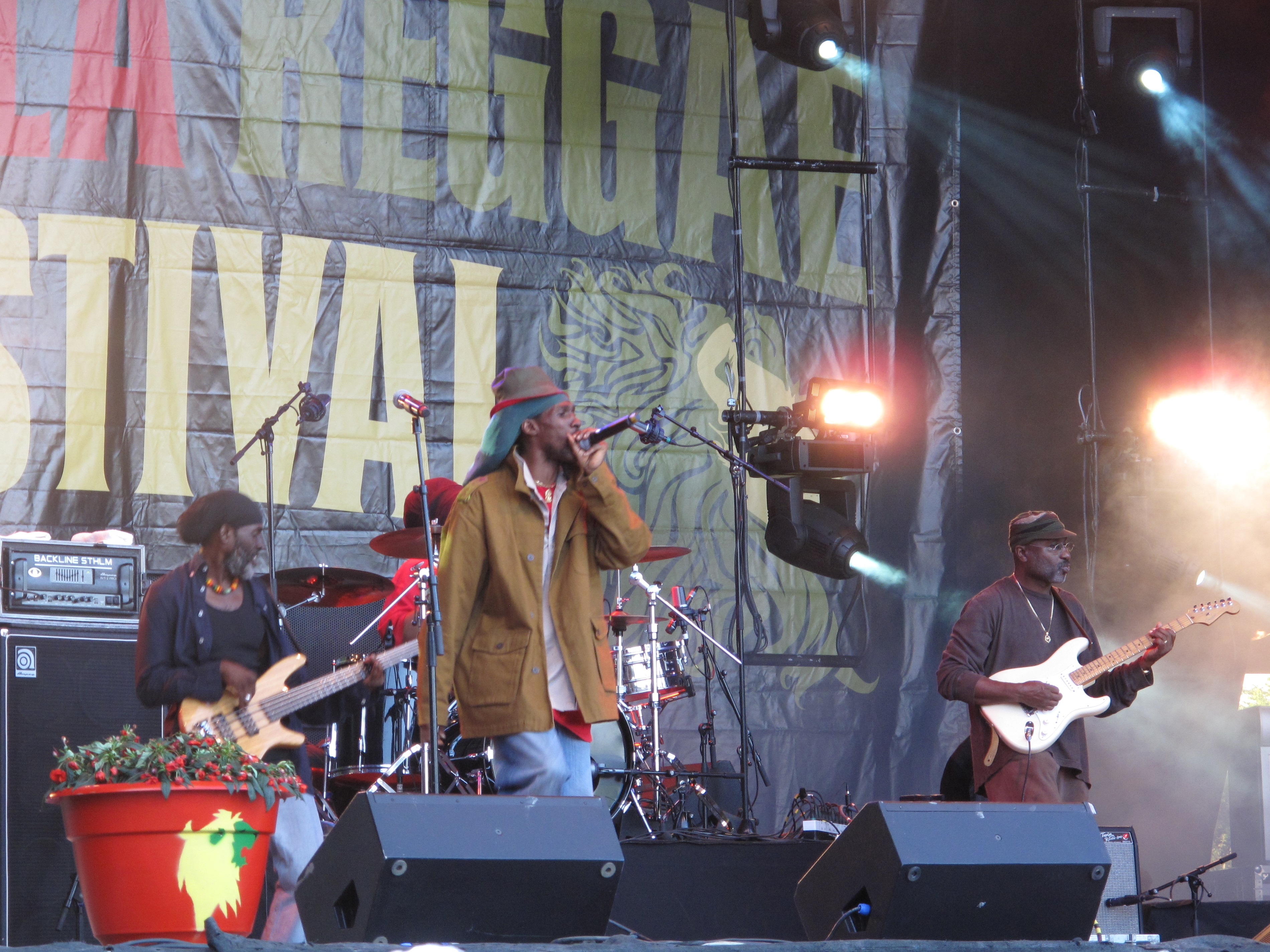
Midnite in 2010

Midnite is een rootsreggae groep uit het Caraïbische Saint Croix, een van de Amerikaanse Maagdeneilanden. De groep werd in 1989 opgericht door de broers Vaughn (zang) en Ron Benjamin (toetsen en later basgitaar).
In 1999 brachten ze Ras Mek Peace (Before Reverb and Without Delay) uit, dat ze enkele jaren eerder in Washington D.C. opgenomen hadden toen ze daar woonden. Aan het eind van de jaren negentig keerden ze terug naar Saint Croix. Vanaf die tijd werken ze nauw samen met plaatselijke muzikanten, onder wie Dezarie en Ikahba. In hun studio, African Roots Lab, produceren ze verschillende albums van en in samenwerking met deze en andere musici.
Sinds de terugkeer naar Saint Croix wordt de naam Midnite vooral geassocieerd met Vaughn Benjamin en brengt de band zelden als een eenheid platen uit. Meestal treedt Vaughn op als zanger, begeleid door een wisselende groep muzikanten. Vaughn Benjamin is overleden op 4 november 2019
Midnite
- 1997 – Unpolished
- 1999 – Ras Mek Peace
- 2002 – Jubilees Of Zion
- 2002 – Seek Knowledge Before Vengeance
- 2003 – Intense Pressure (dub)
- 2004 – Scheme A Things
- 2004 – Ainshant Maps
- 2008 – Live 94117
- 2010 – What Makes A King?
- 2011 – Anthology
- 2013 – Lion Out Of Zion

Midnite & I Grade
- 2001 – Nemozian Rasta
- 2002 – Assini
- 2003 – Vijan
- 2004 – Let Live
- 2006 – Jah Grid
- 2007 – Rule The Tim
- 2011 – Kings Bell
- 2014 – Beauty For Ashes

Midnite & Branch I
- 2003 – Cipheraw
- 2003 – Geoman
- 2003 – He Is Jah
- 2004 – Project III

Midnite & Mystic Vision
- 2006 – Current
- 2006 – New 1000

Midnite & Ras L
- 2004 – Full Cup
- 2006 – Thru & True

Midnite & Groundbreaking
- 2007 – Aneed

Midnite & Lion Tribe/Fifthson
- 2007 – Suns Of Atom
- 2008 – Standing Ground
- 2010 – Momentum
- 2011 – Standing Ground Dub
- 2012 – In Awe
- 2013 – Be Strong

Midnite & Desmond Williams
- 2008 – Kayamagan

Midnite & Rastar
- 2007 – Better World Rasta
- 2008 – Supplication To H.I.M.
- 2009 – To Mene
- 2009 – Ina Now
- 2011 – Treasure
- 2011 – The Way
- 2012 – Children Of Jah
- 2013 – Children Of Jah Dubs
- 2014 – Better World Rasta Live Dubs
- 2014 – Refix (March 2014)

Midnite & Higher Bound Prod
- 2007 – Bless Go Roun
- 2010 – Ark A Law (Lion I)
- 2013 – Free Indeed

Midnite & Lustre Kings
- 2007 – Infinite Quality
- 2008 – Infinite Dub

Midnite & Natural Vibes
- 2008 – Maschaana

Midnite & Youssoupha Sidibe
- 2008 – For All

Midnite & verschillende artiesten
- 2002 – Weep Not
- 2008 – New Name
- 2008 – Gather The Remnant
- 2009 – Defender Of The Faith
- 2009 – Kings Of Kush
- 2009 – Frontline Souljah